# Ганс-Дітер Мос
Ганс-Дітер Мос (нім. Hans-Dieter Mohs; 22 вересня 1919, Магдебург — 10 березня 2009, Бонн) — німецький офіцер-підводник, капітан-лейтенант крігсмаріне. Кавалер Німецького хреста в золоті.

## Біографія
9 жовтня 1937 року вступив на флот. З 26 березня 1942 року — командир підводного човна U-5, з травня по 6 грудня 1942 року — U-60, з 6 січня 1943 по 13 травня 1945 року — U-956, на якому здійснив 13 походів (разом 316 днів у морі).
Всього за час бойових дій потопив 2 кораблі загальною водотоннажністю 8 366 брт.
| Дата        | Назва корабля                    | Тип               | Тоннаж | Вантаж                                                                          | Екіпаж | Загиблі | Країна | Конвой |
| ----------- | -------------------------------- | ----------------- | ------ | ------------------------------------------------------------------------------- | ------ | ------- | ------ | ------ |
| 30 Dec 1944 | Тбілісі (безповоротно втрачений) | Торговий пароплав | 7,176  | Військовий товар, включаючи продукти харчування, сіно, мазут та бензин у бочках | 186    | 47      | СРСР   | KP-24  |
| 16 Jan 1945 | Діяльний                         | Есмінець          | 1,190  |                                                                                 | 124    | 117     | СРСР   | KB-1   |

## Звання
- Кандидат в офіцери (9 жовтня 1937)
- Морський кадет (28 червня 1938)
- Фенріх-цур-зее (1 квітня 1939)
- Обер-фенріх-цур-зее (1 березня 1940)
- Лейтенант-цур-зее (1 травня 1940)
- Оберлейтенант-цур-зее (1 квітня 1942)
- Капітан-лейтенант (1 січня 1945)

## Нагороди
- Залізний хрест 2-го і 1-го класу
- Нагрудний знак підводника
- Фронтова планка підводника
- Німецький хрест в золоті (6 лютого 1945)